# Karl II. (Navarra)
Karl II., genannt der Böse (* Oktober 1332 in Évreux; † 1. Januar 1387 in Pamplona; frz. Charles le Mauvais) war Graf von Évreux ab 1343 und König von Navarra ab 1349.

## Leben
Von seinem Vater Philipp III. hatte er ausgedehnten Besitz in der Normandie (Évreux, die Grafschaft Mortain, Teile des Vexin und des Cotentin) geerbt. Von seiner Mutter, Johanna II. von Navarra, erbte er neben dem kleinen Königreich in den Pyrenäen die Champagne und Brie, die sie als Entschädigung für den Verzicht auf ihre Ansprüche auf den französischen Thron 1317 bekommen hatte. Trotz dieses Verzichts seiner Mutter erhob Karl als Enkel König Ludwigs X. lange Zeit Ansprüche auf die Krone Frankreichs gegenüber König Johann II., dessen Tochter Johanna (* 1343, † 1373) er geheiratet hatte, und erneuerte sie nach dessen Tod (1364) gegenüber seinem Nachfolger Karl V.

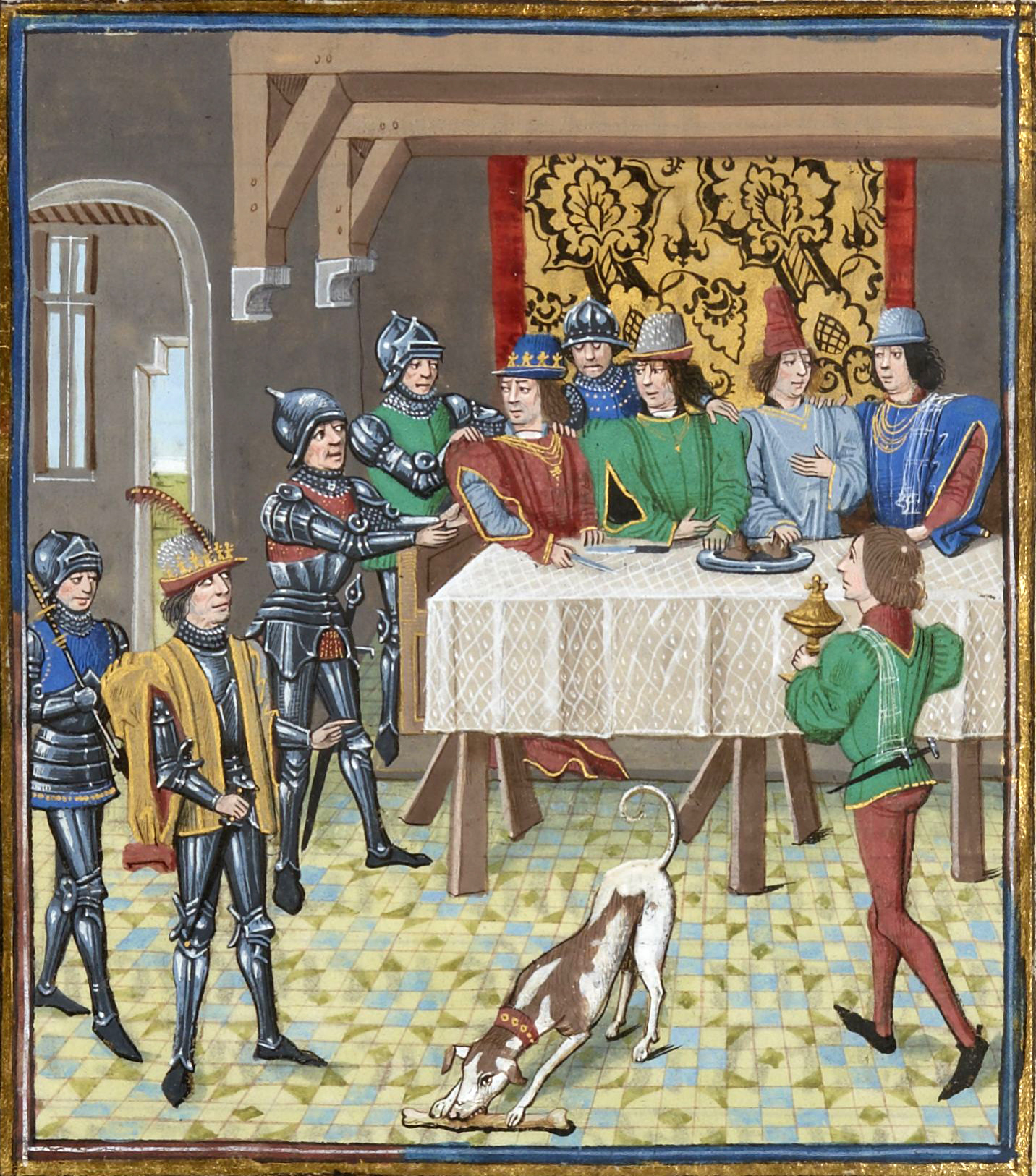
Johann II. befiehlt, Karl den Bösen, König von Navarra, in Arrest zu nehmen; aus der Chronik von Jean Froissart.

Karl war in die Ermordung des Connétable von Frankreich, Carlos de la Cerda, am 8. Januar 1354 verwickelt, weswegen Johann II. ihn in Évreux und Navarra angriff. Karl konnte aber, nachdem er sich mit England verbündet und militärische Unterstützung durch Edward of Woodstock, den „Schwarzen Prinzen“, erhalten hatte, im Vertrag von Mantes nicht nur einen Frieden erreichen, sondern auch noch seinen Besitz vergrößern. 1356 nahm ihn Johann II. gefangen und sperrte ihn in der Festung Château-Gaillard ein, doch kam Karl nach der Niederlage Johanns und dessen Gefangennahme in der englisch-französischen Schlacht bei Maupertuis (19. September 1356) wieder frei, wobei zu den Umständen hierzu unterschiedliche Aussagen vorliegen. Gemäß der einen hat er am 9. November 1357 fliehen können, nach der anderen heißt es, dass kurz nach Maupertuis sich die Generalstände versammelt und Karls Freilassung beschlossen hätten, in der Hoffnung, dass er als Vetter und Schwiegersohn Johanns Frankreich nach der Niederlage gegen die Engländer verteidigen werde. Karl jedoch nahm lediglich Kontakt mit den Engländern auf, um sich weitere Territorien zu sichern. Kurz darauf, im Februar 1358, war er einer der französischen Fürsten, die den gegen die Krone gerichteten Aufstand der Jacquerie auslösten, den Kronprinz Karl, der spätere Karl V., in Abwesenheit seines in England gefangen gehaltenen Vaters niederschlagen konnte.
1361, nach dem frühen Tod seines Vetters Herzog Philipp I. von Burgund, forderte Karl das Herzogtum für sich in seiner Eigenschaft als Enkel Margaretes von Burgund, der ältesten Tochter des Herzogs Robert II. († 1306). König Johann II., der seinerseits Sohn von Roberts zweiter Tochter Johanna von Burgund war und die früh verwitwete Mutter Philipps I. geheiratet hatte, zog das Herzogtum jedoch als erledigtes Lehen ein und vergab es als Apanage an seinen jüngsten Sohn Philipp, den späteren Philipp den Kühnen.
1364 wurde Karl von Bertrand du Guesclin in der Schlacht von Cocherel vernichtend geschlagen. Seine Gebiete in der Normandie wurden eingezogen, wonach er seine Ansprüche auf den französischen Thron fallen ließ.

## Name
Karls Unzuverlässigkeit, Sprunghaftigkeit, Illoyalität und absolute Skrupellosigkeit erschienen seinen Zeitgenossen so auffällig, dass sie ihm den Beinamen „der Böse“ gaben. Um seinen Tod rankt sich die Legende, er habe sich, um von einer Krankheit zu genesen, jeden Abend in mit Weinbrand getränkte Tücher einnähen lassen. Eines Tages fingen die Tücher durch eine Fackel Feuer, und Karl erlitt schwere Verbrennungen. Sein Martyrium endete erst zwei Wochen später, am Neujahrstag 1387.

Wappen Karls des Bösen

## Nachkommen
Kinder von Karl II. und Johanna waren:
- Maria (* 1360 in Puente la Reina; † nach 1400), ⚭ 20. Januar 1393 in Tudela Alfons de Aragón, Herzog von Gandía († 1425)
- Karl III. (* 1361; † 1425) König von Navarra
- Bona (* 1364; † nach 1389)
- Peter, Graf von Mortain (* etwa 3. März 1366 in Évreux; † etwa 29. Juli 1412 in Bourges), ⚭ 21. April 1411 in Alençon Katharina (* 1380; † 1462), Tochter des Peter II. Graf von Alençon
- Philipp (* 1368; † jung)
- Johanna von Navarra (* 1370; † 1437),

1. ⚭ Johann V. Herzog von Bretagne,
2. ⚭ Heinrich IV. König von England

- Blanka (* 1372; † 1385 in Olite)